# ハーバート・ファイス
ハーバート・ファイス（Herbert Feis、1893年 - 1972年）はアメリカ合衆国の経済学者、歴史学者。
1930年代から1940年代にかけて国務省・陸軍省の顧問を務め、退職後に同時代の外交史に関する著作を数多く執筆した。1961年、ポツダム会談を描いたBetween War and Peace: The Potsdam Conferenceでピューリッツァー賞（歴史書部門）を受賞。

## 略歴・人物

### 経済学者から政策立案者へ
ニューヨーク市ロウワー・イーストサイド出身。ニューヨーク市立大学を経て、1916年ハーヴァード大学を卒業。同大大学院に進み博士号を取得した。大学時代に知り合った20代大統領ジェームズ・ガーフィールドの孫娘と結婚し、リベラル派の法学者であるフェリックス・フランクファーターなどと親交を深めた。博士号取得後は経済学者として、カンザス大学准教授、シンシナティ大学教授などを歴任する。
ファイスは大学では著書『帝国主義外交と国際金融』に見られるように外交と国際経済の連動を研究テーマとし、国際主義と自由貿易を支持する論客として時事評論でも活躍していたことから、1931年には欧州諸国との戦債交渉を抱えるハーバート・フーヴァー政権下の国務省に招聘され、経済問題顧問に就任する。この人事にはヘンリー・スティムソン長官の知人であったフランクファーターの影響もあったとされる。
1933年のフランクリン・ルーズベルト政権の成立後も引き続き経済顧問に留任し、1933年6月から7月に行われたロンドン世界経済会議(London Economic Conference)には、コーデル・ハル長官の随員として出席。1937年からは国際経済問題顧問に就任し、第二次世界大戦前夜から戦時期にかけて、省内のブレーントラストとしてではなく、実務家として政治と経済の交わる外交課題に関与することとなる。
1944年、ファイスは国際経済問題顧問を辞職、旧知のスティムソンが長官を務める陸軍省の顧問を1946年まで務め、ドイツ占領政策に関与した。1948年からはプリンストン高等研究所に着任し、国務省政策企画本部に勤務した1950年から51年の時期を除き、没するまでプリンストンで研究に従事した。

### 同時代史家として
プリンストン時代のファイスは、1950年の『眞珠湾への道』を皮切りに戦間期・戦時期の外交史研究を次々と発表する。これらの研究は、当時一般に公開されていなかった国務省・陸軍省などの米国政府史料や極東国際軍事裁判に提出された日本側史料などを米国政府各方面の協力を得て活用した著作であり、ファイスは同時代史研究の先駆として知られることとなる。
ファイスの研究は自らも政府内で政策決定に関与した時期を研究の対象としたこと、さらに政府の協力によって未公開史料を活用しえたことから、歴史解釈において米国政府の立場を代弁・擁護する「正統主義」的研究として認知されることとなった。そして、時にはその研究は修正主義者を自認する歴史家の批判の対象となった。
代表的な論点としては原爆投下の是非の問題と、冷戦の起源の問題がある。ファイスは著書Japan Subduedにおいて、原爆投下を対日戦争の早期終結、人命損失を抑制のために行なわれた政策決定として論じたが、後に修正主義者であるガー・アルペロビッツから、原爆投下の政策決定は将来的なライバルとなるソヴィエト連邦に原爆の破壊力を誇示するために行なわれたのであり、対日戦争の早期終結は次善の目的であったとする歴史解釈が打ち出されることとなった。ファイスはアルペロビッツの研究が発表された後に発表したJapan Subduedの増補改訂版である『原爆と第二次世界大戦の終結』においても、対日戦争終結が目的であったという解釈を引き続き採用している。
冷戦の起源についても、ファイスや後に続く正統主義研究は、その発生をソ連の敵対的・膨張的な行動に対して米国がやむなく防御的に対応していく過程として描くことで、ソ連により多くの責任を求める解釈を行なった。これに対しては、米国側の行動により多くの責任を求める修正主義者から批判が寄せられることとなる。これらの二つの論点は、冷戦という同時代的な状況を理解することへの知的関心と相まって、ファイスの研究以後も大きな争点を形成することとなった。
1984年に米国歴史学会（AHA）はファイスの業績を記念し、「ハーバート・ファイス賞」を設けている。

## 著書
- Europe the World's Banker, 1870-1914.(Yale University Press, 1930; W.W. Norton, 1965).

柴田匡平訳『帝国主義外交と国際金融――1870～1914』（筑摩書房, 1992年）
- The Changing Pattern of International Economic Affairs. (Harper, 1940; Kennikat Press, 1971).
- The Sinews of Peace. (Harper & Brothers, 1944).
- Seen from E. A.: Three International Episodes. (Knopf, 1947).
- The Diplomacy of the Dollar: First Era, 1919-1932. (Johns Hopkins University Press, 1950; Archon Books, 1965).
- The Road to Pearl Harbor: the Coming of the War between the United States and Japan. (Princeton University Press, 1950).

大窪愿二訳『眞珠灣(真珠湾)への道』（みすず書房, 1956年）
- The China Tangle: the American Effort in China from Pearl Harbor to the Marshall Mission. (Princeton University Press, 1953).
- Churchill, Roosevelt, Stalin: The War They Waged and the Peace They Sought. (Princeton University Press, 1957).
- Contest Over Japan (Princeton University Press, 1957; W W Norton, 1968).

赤羽竜夫訳『ニッポン占領秘史』（読売新聞社, 1968年、新版1971年）
- Between War and Peace: The Potsdam Conference. (Princeton University Press, 1960).
- Japan Subdued: the Atomic Bomb and the End of the War in the Pacific. (Princeton University Press, 1961).

- Foreign Aid and Foreign Policy. (St. Martin's Press, 1964).
- The Atomic Bomb and the End of World War II. (Princeton University Press, 1966).

佐藤栄一・山本武彦・黒柳米司・広瀬順晧・伊藤一彦訳『原爆と第二次世界大戦の終結』（南窓社, 1974年）
Japan Subduedの増補改訂版
- 1933: Characters in Crisis.(Little Brown, 1966).
- The Spanish Story: Franco and the Nations at War. (W W Norton, 1967; Greenwood Press, 1987).
- The Birth of Israel: the Tousled Diplomatic Bed. (W W Norton 1969).
- From Trust to Terror: The Onset of the Cold War, 1945-1950. (W W Norton, 1970).

## 関連文献
- 山澄亨『アメリカ外交と戦間期の国務省官僚』（芦書房, 2008年）
- Dennis Keith Yergler, Herbert Feis, Wilsonian Internationalism, and America's Technological-Democracy. (Peter Lang Publisher, 1993).